# Gare de Bellignat
La gare de Bellignat est une gare ferroviaire française de la ligne d'Andelot-en-Montagne à La Cluse, située sur le territoire de la commune de Bellignat, dans le département de l'Ain, en région Auvergne-Rhône-Alpes. 
C'est une halte voyageurs de la Société nationale des chemins de fer français (SNCF) desservie par des trains TER Auvergne-Rhône-Alpes.

## Situation ferroviaire
La gare de Bellignat est située, au point kilométrique (PK) 106.818 de la ligne d'Andelot-en-Montagne à La Cluse, entre les gares ouvertes d'Oyonnax et de Brion - Montréal-la-Cluse.

## Histoire
Le conseil municipal de Bellignat, lors de sa délibération du 14 août 1892, demande que la halte existant à Bellignat devienne une gare ouverte aux marchandises. Il argumente sur le fait, qu'il y a de 7 000 à 8 000 tonnes par an qui sont expédiées au départ de la commune et qu'il propose de prendre à sa charge une importante part du coût. Le Conseil général du département appuie cette demande par un vœu.
Entre le 29 août 2005 et le 13 décembre 2010, la section de ligne passant par la gare est neutralisée pendant les travaux de reconstruction de la ligne du Haut-Bugey.

## Fréquentation
Selon les estimations de la SNCF, la fréquentation annuelle de la gare s'élève aux nombres indiqués dans le tableau ci-dessous.
| Année               | 2023  | 2022  | 2021  | 2020  | 2019  | 2018  | 2017  | 2016  | 2015  |
| ------------------- | ----- | ----- | ----- | ----- | ----- | ----- | ----- | ----- | ----- |
| Nombre de voyageurs | 5 116 | 4 219 | 3 683 | 3 355 | 5 373 | 5 208 | 7 183 | 7 693 | 7 198 |

## Service des voyageurs

### Accueil
Halte SNCF, c'est un point d'arrêt non géré (PANG) à entrée libre.

### Desserte
Bellignat est desservie par des trains TER Auvergne-Rhône-Alpes qui effectuent des missions entre les gares de Bourg-en-Bresse et de Saint-Claude.

### Intermodalité
Un parc pour les vélos et un parking pour les véhicules sont aménagés. Elle est desservie par des cars TER Rhône-Alpes en complément et remplacement de dessertes ferroviaires.